# 拉迪維利夫區

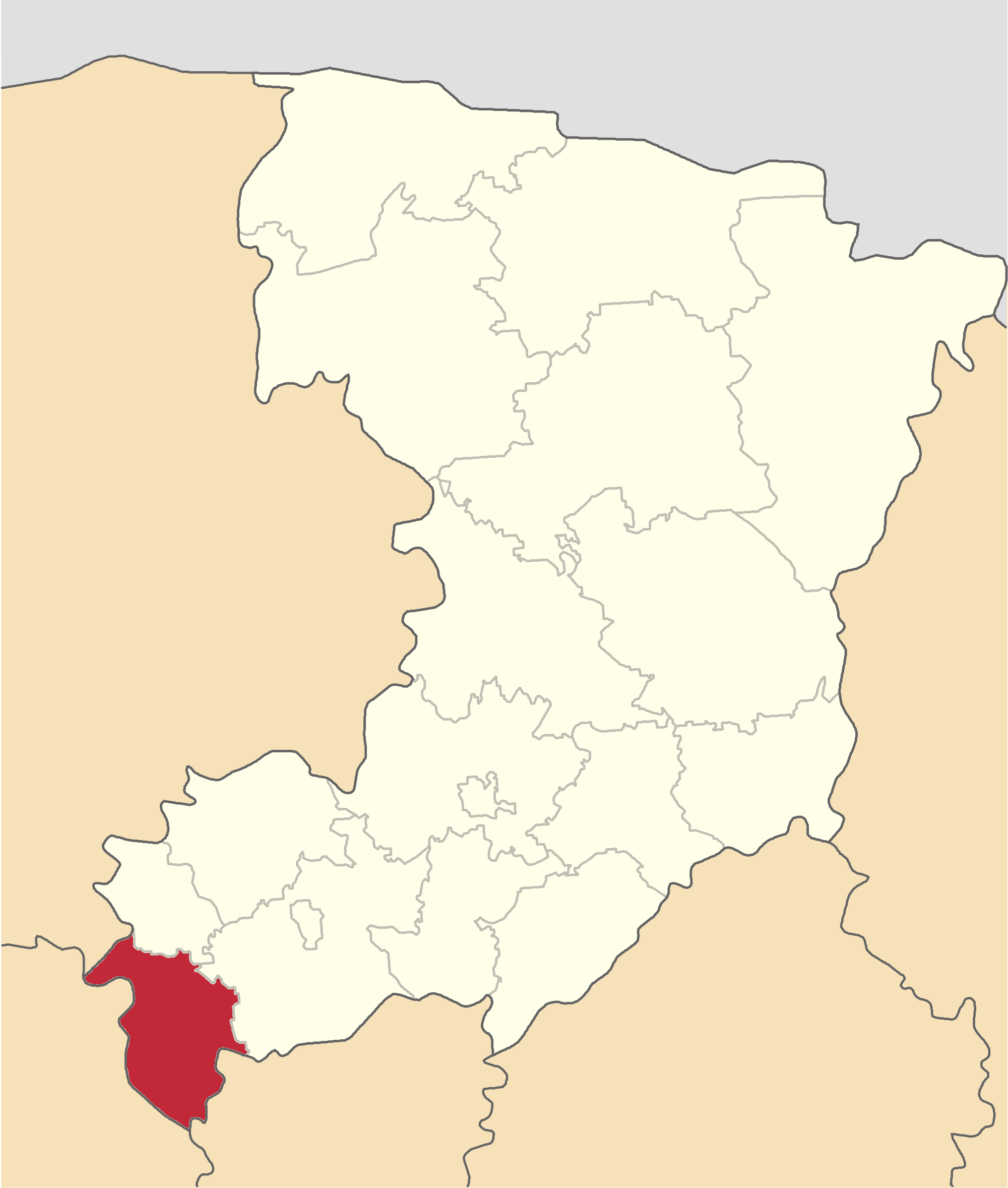

拉迪維利夫區（烏克蘭語：Радивилівський район）是位於烏克蘭西北部羅夫諾州的舊區，首府設於拉迪維利夫，並於2020年被撤銷。該區面積745平方公里，2015年人口37,448，人口密度每平方公里50.3人。